# Olof Andersson Stråle
Olof Andersson Stråle af Ekna, född 1578, död 1648, var en svensk militär.

## Biografi
Olof Stråle af Ekna var son till befallningsmannen Anders Svensson, som 1574 adlades med namnet Stråle af Ekna. Fadern hade tillhört hertig Karls anhängare och själv studerade Olof Stråle i Wittenberg på hertigens bekostnad. 1599–1601 verkar han ha varit fogde på Kronobergs slott men användes samtidigt för andra uppdrag. 1600 skickades han på en beskickning till Prag och Wiener Neustadt. Under kriget i Livland 1601 och 1602 anförtroddes han militära uppgifter, bland annat var han en tid ståthållare i Dorpat. 1603 blev han hovjunkare hos hertig Karl och 1607 tjänstgjorde han som härold vid dennes kröning. Stråles diplomatiska erfarenhet utnyttjades 1610, då han deltog i en beskickning till Frankrike och Generalstaterna. Då under kalmarkriget ståthållaren på Älvsborg, Nils Bengtsson (senare adlad Silfverbielke), tillfångatagits av danskarna, utnämndes den militärt oerfarne Stråle i oktober 1611 till hans efterträdare. Utnämningen blev hans olycka. Efter 19 dagars belägring tvingades Stråle nämligen i maj 1612 att uppge fästningen till danskarna. Om anledningen till kapitulationen är inte mycket känt. Stråle var själv sårad, och besättningen vägrade lyda hans order. Kort efter krigsslutet ställdes han på grund av sin kapitulation inför domstol, men målet fick bero, och Stråle utnämndes 1614 till vicepresident i den nyinrättade Svea hovrätt. När Älvsborg 1619 återställts till Sverige, blev Stråle på nytt ställd inför domstol för sitt uppgivande av fästningen, denna gång inför Svea hovrätt, som förstärkts med bland annat åtskilliga rådspersoner. Särskilt Axel Oxenstierna ansatte honom hårt under rättegången, och Stråle dömdes till döden, ett straff som av Gustav II Adolf lindrades till dryga böter. Redan före rättegången hade Stråle begärt avsked från hovrätten. Han satt en tid fängslad, först på Smedjegården i Stockholm, sedan i Västerås, men blev 1621 fri. Domen upphävdes 1634. Efter sitt fall levde Stråle isolerad på sina gods i Småland. Han erhöll 1636 öppet brev av drottning Kristina till skydd mot sina belackare.
För eftervärlden blev Stråle mest känd som en bondeplågare. Traditionen om detta användes bland annat av Vilhelm Moberg i romanen Rid i natt. Av bevarade källor framgår att han framgångsrikt arbetade för att utvidga sitt godskomplex runt sätegården Ekna och lyckades samla omkring 40 hemman under detsamma. Domböckerna vittnar om ohämmad processlystnad, som ledde till ständiga tvister med både andra adelsmän och bönder.

### Familj
Stråle gifte sig 12 februari 1674 med Märta Stolpe. Hon var dotter till häradshövdingen Magnus Stolpe i Östbo härad och Estrid Jönsdotter (Rosenbielke). De fick tillsammans barnen löjtnanten Magnus Stråle (1617–1674), kornetten Anders Stråle (död 1659), fänriken Gustaf Stråle (död 1659), Carin Stråle (död 1699) som var gift med överstelöjtnanten Zakarias Sabelfelt, Maria Stråle (1625–1660) som var gift med häradshövdingen Johan Michelsson, Christina Stråle, Anna Stråle som var gift med majoren Nils Siöblad och kammarherren Carl Netherwood och Margareta Stråle (död 1706).